# Resolution 68/262 der UN-Generalversammlung
Die Resolution A/RES/68/262 der UN-Generalversammlung wurde am 27. März 2014 als Ergebnis der offenen Abstimmung in der 80. Plenarsitzung der 68. Tagung der Generalversammlung der Vereinten Nationen verabschiedet. Diese Tagung der Vollversammlung wurde speziell einberufen, um die Frage der bewaffneten Besetzung von Teilen des Territoriums der Ukraine (Autonome Republik Krim, Sewastopol) durch Russland zu behandeln.

## Hintergrund
Das Dokument wurde als Reaktion der UN auf die russische Einverleibung von Gebietsteilen der Ukraine angenommen, und mit dem Titel „Territoriale Unversehrtheit der Ukraine“ verabschiedet. Die Resolution bekräftigte das Engagement der UN-Generalversammlung bezüglich der Wahrung der territorialen Integrität der Ukraine innerhalb ihrer international anerkannten Grenzen und unterstrich die Ungültigkeit des Krim-Referendums am 16. März 2014.
Die Resolution wurde von 100 UN-Mitgliedstaaten unterstützt. Elf Staaten (Armenien, Belarus, Bolivien, Kuba, Nordkorea, Nicaragua, Russland, Sudan, Syrien, Simbabwe und Venezuela) stimmten gegen die Entschließung. Es gab 58 Enthaltungen. 24 Staaten nahmen aufgrund Abwesenheit ihrer Vertreter nicht an der Abstimmung teil.
Die Resolution wurde von Kanada, Costa Rica, Deutschland, Litauen, Polen und der Ukraine eingeleitet.
Der Annahme der Resolution ging der erfolglose Versuch des UN-Sicherheitsrates voraus, eine Lösung in der Frage der Krimkrise zu finden. Russland verhinderte im Sicherheitsrat mit seinem Veto die Annahme eines Resolutionsentwurfes der Vereinigten Staaten. In diesem hieß es, dass das geplante Referendum über einen Beitritt der ukrainischen Halbinsel zu Russland „keine Gültigkeit“ habe „und nicht die Grundlage für eine Änderung des Status der Krim sein kann“. Die Volksrepublik China enthielt sich der Stimme, 13 der 15 Mitglieder des Gremiums stimmten dem US-Entwurf zu.